# Gran Premi de Mònaco del 1962
Resultats del Gran Premi de Mònaco de Fórmula 1 de la temporada 1962, disputat al circuit urbà de Montecarlo el 3 de juny del 1962.

## Resultats de la cursa
| Pos | No  | Pilot                   | Equip                  | Voltes | Temps/ Retir.        | Pos. de sort. | Punts |
| --- | --- | ----------------------- | ---------------------- | ------ | -------------------- | ------------- | ----- |
| 1   | 14  | Bruce McLaren           | Cooper - Climax        | 100    | 2h 46' 30. 3         | 3             | 9     |
| 2   | 36  | Phil Hill               | Ferrari                | 100    | + 1.3 s              | 9             | 6     |
| 3   | 38  | Lorenzo Bandini         | Ferrari                | 100    | + 1' 24.1 min.       | 10            | 4     |
| 4   | 28  | John Surtees            | Lola - Climax          | 99     | + 1 Volta            | 11            | 3     |
| 5   | 2   | Jo Bonnier              | Porsche                | 93     | + 7 Voltes           | 18            | 2     |
| 6   | 10  | Graham Hill             | BRM                    | 92     | Motor                | 2             | 1     |
| 7   | 40  | Willy Mairesse          | Ferrari                | 90     | Pressió de l'oli     | 4             |       |
| 8   | 22  | Jack Brabham            | Lotus - Climax         | 77     | Accident             | 6             |       |
| Ret | 34  | Innes Ireland           | Lotus - Climax         | 64     | Bomba de combustible | 8             |       |
| Ret | 18  | Jim Clark               | Lotus - Climax         | 55     | Embragatge           | 1             |       |
| Ret | 26  | Roy Salvadori           | Lola - Climax          | 44     | Suspensions          | 12            |       |
| Ret | 16  | Tony Maggs              | Cooper - Climax        | 43     | Caixa canvi          | 19            |       |
| Ret | 20  | Trevor Taylor           | Lotus - Climax         | 24     | Pèrdua d'oli         | 17            |       |
| Ret | 4   | Dan Gurney              | Porsche                | 0      | Accident             | 5             |       |
| Ret | 30  | Maurice Trintignant     | Lotus - Climax         | 0      | Accident             | 7             |       |
| Ret | 8   | Richie Ginther          | BRM                    | 0      | Accident             | 14            |       |
| NVQ | 46  | Jo Siffert              | Lotus - Climax         |        |                      |               |       |
| NVQ | 24  | Jackie Lewis            | BRM                    |        |                      |               |       |
| NVQ | 32  | Masten Gregory          | Lotus - BRM            |        |                      |               |       |
| NVQ | 44  | Carel Godin de Beaufort | Porsche                |        |                      |               |       |
| NVQ | 42  | Nino Vaccarella         | Lotus - Climax         |        |                      |               |       |
| NVS | 40T | Ricardo Rodríguez       | Ferrari                |        | Només pràctiques     |               |       |
| WD  | 6   | Roberto Bussinello      | de Tomaso - Alfa Romeo |        | Cotxe no preparat    |               |       |
| WD  | 12  | Tony Marsh              | BRM                    |        | Cotxe no preparat    |               |       |

## Altres
- Pole: Jim Clark 1' 35. 4

- Volta ràpida: Jim Clark 1' 35. 5 (a la volta 42)